# Pseudoderopeltis foveolata
Pseudoderopeltis foveolata är en kackerlacksart som först beskrevs av Walker, F. 1868.  Pseudoderopeltis foveolata ingår i släktet Pseudoderopeltis och familjen storkackerlackor. Inga underarter finns listade i Catalogue of Life.